# Лузки (Польща)
Лузки (пол. Łózki) — село в Польщі, у гміні Дрелів Більського повіту Люблінського воєводства. Населення — 488 осіб (2011).

## Історія
У часи входження до складу Російської імперії належало до Радинського повіту Сідлецької губернії.
За даними етнографічної експедиції 1869—1870 років під керівництвом Павла Чубинського, у селі та на фільварку Лузки проживали лише греко-католики, усе населення розмовляло українською мовою.
У 1921 році село входило до складу гміни Загайкі Радинського повіту Люблінського воєводства Польської Республіки.
У 1975—1998 роках село належало до Білопідляського воєводства.

## Населення
За переписом населення Польщі 10 вересня 1921 року в селі налічувалося 131 будинок (з них 5 незаселених) та 591 мешканець, з них:
- 267 чоловіків та 324 жінки;
- 147 православних, 427 римо-католиків, 17 юдеїв;
- 70 українців, 504 поляки, 17 євреїв.

Демографічна структура станом на 31 березня 2011 року:
|          | Загалом | Допрацездатний вік | Працездатний вік | Постпрацездатний вік |
| -------- | ------- | ------------------ | ---------------- | -------------------- |
| Чоловіки | 254     | 58                 | 164              | 32                   |
| Жінки    | 234     | 45                 | 133              | 56                   |
| Разом    | 488     | 103                | 297              | 88                   |